# Belgische kampioenschappen BMX
De Belgische kampioenschappen BMX zijn door de Koninklijke Belgische Wielrijdersbond (KBWB) georganiseerde kampioenschappen voor Belgische BMX'ers.

## Erelijst
| Jaar | Locatie     | Heren             | Dames           |
| ---- | ----------- | ----------------- | --------------- |
| 2007 |             | Toon Jacobs       |                 |
| 2008 | Massenhoven |                   |                 |
| 2009 | Aarschot    | Arnaud Dubois     |                 |
| 2010 | Zolder      | Arnaud Dubois     | Elke Vanhoof    |
| 2011 | Massenhoven | Arnaud Dubois     | Elke Vanhoof    |
| 2012 | Dessel      | Arnaud Dubois     | Elke Vanhoof    |
| 2013 | Zolder      | Arnaud Dubois     | Elke Vanhoof    |
| 2014 | Massenhoven | Gino Vandeweyer   | Elke Vanhoof    |
| 2015 | Massenhoven | Wouter Segers     | Elke Vanhoof    |
| 2016 | Keerbergen  | Mathijs Verhoeven | Elke Vanhoof    |
| 2017 | Zolder      | Mathijs Verhoeven | Elke Vanhoof    |
| 2018 | Dessel      | Ruben Gommers     | Elke Vanhoof    |
| 2019 | Blegny      | Wouter Segers     | Marthe Goossens |
| 2020 | Ravels      | Ruben Gommers     | Elke Vanhoof    |
| 2021 | Massenhoven | Ruben Gommers     | Bo Van Tiggel   |
| 2022 | Quaregnon   | Ruben Gommers     |                 |
| 2023 | Dessel      | Wannes Magdelijns |                 |
| 2024 | Zolder      | Wannes Magdelijns | Aiko Gommers    |

American football · Atletiek (indoor · outdoor · 10 km · 1/2 marathon · marathon · veldlopen · meerkamp) · Autosport (rally) · Badminton · Basketbal (heren · dames) · Baseball · Beachvolleybal · Biljart (driebanden) · Dammen · Futsal · Gymnastiek (acro · trampoline) · Handbal (heren · dames) · Hockey (heren · dames) · IJshockey · Korfbal (zaal · veld) · Krachtbal · Kunstschaatsen · Motorcross (trial · zijspan) · Schaatsen · Schaken · Snooker · Squah · Strandvoetbal · Triatlon (sprint · middenafstand · olympische afstand · mixed relay · ploegen · cross) · Voetbal (heren · dames) · Waterskiën (racing) · Volleybal (heren · dames) · Wielrennen (tijdrijden · weg · piste · gravel · veld · mountainbike · BMX) · Zaalhockey (heren · dames) · Zaalvoetbal